# إمارة زالم
إمارة زالم (بالألمانية: Fürstentum Salm) دولة عميلة قصير العمر لفرنسا النابليونية وتقع في وستفاليا.

## التاريخ
أُنشأت زالم في عام 1802 كدولة ضمن الإمبراطورية الرومانية المقدسة من أجل تعويض أميري زالم كيبورغ وزالم زالم، اللذان قد خسرا دولهم لصالح فرنسا في 1793-1795. أُعلنت أرض الإمارة الجديدة رسمياً من جانب Reichsdeputationshauptschluss سنة 1803. الأرض الجديدة لم تكن الأقرب من أراضي الأمراء القديمة، ولكن بدلا من ذلك وسعت كونتية أنهولت، التي ملكاً صغيراً لأمير زالم زالم. أُخذت معظم المساحة من أسقفية مونستر الأميرية المنحلة.
حكم إمارة زالم بشكل مشترك الأميران فريدش الرابع، أمير زالم كيبورغ وكونستانتينه ألكسندر، أمير زالم زالم، وكان لكل خط حقوق متساوية في السيادة، ولكن لم يكن إقليماً منفصلاً. أصبحت زالم مستقلة وانضمت إلى اتحاد الراين في 1806. وضمتها فرنسا في سنة 1811. منح مؤتمر فيينا أراضيها إلى بروسيا في عام 1815، لتصبح أقصى جزء غربي من مقاطعة وستفاليا البروسية.

## الجغرافيا
كانت بوخولت عاصمة زالم. وتبلغ مساحتها حوالي 1760 كم² وعدد سكانها 59086 نسمة. تغطي ما يقرب نفس مساحة نطاق دائرة بوركن الحالية.